# Phantasm (Bridge)
Phantasm is een compositie van Frank Bridge. Bridge schreef tijdens zijn leven geen enkel concerto, dus ook niet voor piano en orkest. Zijn Phantasm, een rapsodie voor piano en orkest, nadert in zijn oeuvre het begrip concerto het meest. Het werk laat de solist schitteren (concerto), maar mist de klassieke opbouw en indeling, Phantasm is eendelig. Aan het slot grijpt Bridge qua muziek wel terug naar het begin van het werk.
Bridge schreef het werk vlak nadat hij in New York een uitvoering had bijgewoond van Paul Hindemiths Concertmuziek opus 40, waarin een belangrijke rol voor de piano's weggelegd. Solist van die avond was Emma Lübbecke-Job. De werk werd gespeeld op een avond gesponsord door Elizabeth Sprague Coolidge, die ook financiële steun gaf aan Bridge. De serie concerten zou in 1932 Parijs aandoen en Bridge hoopte daar zijn nieuwe werk te laten schitteren. Helaas voor hem was het festival in Parijs gewijd aan kamermuziek en het stuk belandde in de la. Pas in januari 1934 kwam het weer tevoorschijn voor haar eerste uitvoering. Bridge dirigeerde zelf en Kathleen Long zat achter de toetsen. Bij critici viel het werk niet in goede aarde, maar Bridge was er uiterst tevreden over en meldde dat ook aan Sprague Coolidge.
Tempi: Allegro moderato – allegretto molto moderato – lento e tranquillo – allegro moderato – andante molto moderato – allegro moderato – a tempo energico e ritmico – ben marcato – a tempo giusto – andante - allegro

## Orkestratie
- Solo piano
- 2 dwarsfluiten waarvan 1 ook piccolo, 2 hobo's, 2 klarinetten, 2 fagotten
- 4 hoorns, 2 trompetten, 3 trombones, tuba
- pauken, 2 man/vrouw percussie
- violen, altviolen, celli, contrabassen

## Discografie
- Uitgave Chandos: BBC National Orchestra of Wales o.l.v. Richard Hickox, Howard Shelley (piano); opname 2002